# روآن
شهر روآن (به فرانسوی: Roanne) در شهرستان لوآر در ناحیه رون-آلپ با جمعیت ۴۵٬۱۰۵ نفر در کشور فرانسه واقع شده‌است.